# Hel (film 2015)
Hel – polski thriller z 2015 roku w reżyserii Pawła Tarasiewicza i Katarzyny Priwieziencew. Wyprodukowana przez wytwórnię Amondo Films. Główne role w filmach zagrali Philip Lenkowsky i Marcin Kowalczyk.

## Produkcja
Zdjęcia do filmu kręcono na Mierzei Helskiej w Polsce, a okres zdjęciowy trwał od 5 marca do 3 kwietnia 2012.

## Fabuła
Akcja filmu rozgrywa się pod koniec sezonu na Mierzei Helskiej. W opustoszałym kurorcie podstarzały mężczyzna pochodzenia amerykańskiego Jack (Philip Lenkowsky) pisze scenariusz filmowy. Gospodarzem kempingu, na którym przybysz się zatrzymał jest Kail (Marcin Kowalczyk), który ma hobby. Chłopak sprawdza ludzi wykrywaczem kłamstw. Pewnej nocy w barze testowi poddaje się troje młodych ludzi. Rano zostają znalezione zwłoki Kasi (Marika Tomczyk), która uczestniczyła w zabawie. Kail podejrzewa, że mordercą jest Amerykanin Jack i za namową przyjaciółki rozpoczyna prywatne śledztwo.

## Obsada
Źródło: Filmweb
- Philip Lenkowsky jako Jack
- Marcin Kowalczyk jako Kail
- Małgorzata Krukowska jako Mila
- Katarzyna Paskuda jako Esma
- Andrzej Baranowski jako policjant
- Marek Sadowski jako asystent policjanta
- Marika Tomczyk jako Kasia
- Agnieszka Wąsikowska jako Natalia

i inni.

## Nagrody i nominacje
Źródło: Filmweb
| Rok  | Miejsce                                    | Nagroda            | Kategoria          | Nominacja                                   | Wynik     |
| ---- | ------------------------------------------ | ------------------ | ------------------ | ------------------------------------------- | --------- |
| 2015 | Warszawski Międzynarodowy Festiwal Filmowy | Konkurs Wolny Duch | Udział w konkursie | Paweł Tarasiewicz i Katarzyna Priwieziencew | Nominacja |